# 2020 Ukko
2020 Ukko eller 1936 FR är en asteroid i huvudbältet som upptäcktes den 18 mars 1936 av den finske astronomen Yrjö Väisälä vid Storheikkilä observatorium. Den har fått sitt namn efter Ukko i finska mytologin.
Asteroiden har en diameter på ungefär 18 kilometer och den tillhör asteroidgruppen Eos.